# Tomohiko Yamada
Tomohiko Yamada (japanisch 山田 智彦, Yamada Tomohiko; geboren 23. März 1931 in Yokohama (Präfektur Kanagawa); gestorben 17. April 2001) war ein japanischer Bankangestellter und Schriftsteller.

## Leben und Wirken
Tomohiko Yamada schloss 1958 sein Studium der Literaturwissenschaft an der Waseda-Universität ab und erwarb den Mastergrad im Fach Deutsche Literatur. Er nahm dann eine Arbeit auf bei der „Tōkyō Mutual Bank“ (東京相互銀行, Tōkyō sōgo ginkō), der späteren „Tōkyō Sōwa Bank“ (東京相和銀行, Tōkyō sōwa ginkō). Während er als Bankangestellten seiner Beschäftigung nachging, schrieb er fleißig Romane. Nachdem er als stellvertretender Direktor des Büros des Präsidenten, General Manager des General Planning Office und Corporate Auditor tätig war, schied er 1994 aus dem aktiven Dienst aus, blieb aber Berater bis 1999, als die Bank Konkurs machte.
Ausgehend von einem schlichten Literaturstil wurde Yamada für Werke wie „Yogen-sha'“ (予言者) – „Der Prophet“ und „Chichi no shanikusai“ (父の謝肉祭) – „Vaters Karneval“ für den Akutagawa-Preis nominiert. Er schrieb Unternehmensromane wie
- „Jūyaku-shitsu 25-ji'`“ (重役室25時) – „Chefbüro 25 Uhr“,
- „Ginkō tōdori“ (銀行頭取) – „Der Bankpräsident“,
- „Ginkō gappei“ (銀行合併) – „Bankfusion“,

sowie Wirtschaftsromane und Historienromane, die seine Erfahrung als Banker nutzten.
Kurzgeschichten-Sammlungen sind
- „Kekkon seikatsu“ (結婚生活) – „Eheleben“,
- „Ie o deru“ (家を出る) – „Das Haus verlassen“,
- „Jikken shitsu“ (実験室) – „Labor“,
- „Seinen no ryōiki“ (青年の領域) – „Jugendreich“,
- „Ma no jikan e no tabi“ (魔の時間への旅) – „Reise in eine magische Zeit“,
- „Suichū teien“ (水中庭園) – „Unterwassergarten“,
- „Ningen kankei“ (人間関係) – „Zwischenmenschliche Beziehungen“,

Dazu kommen historische Romane
- „Mōko shūrai“ (蒙古襲来) – „Mongolische Invasion“ über die Mongoleninvasionen in Japan im 13. Jahrhundert,
- „Yoshitsune no shikaku“ (義経の刺客) – „Yoshitsunes Attentäter“ über Minamoto no Yoshitsune.

Yamada wurde 1967 für sein Werk „Inu no seikatsu“ (犬の生活) – „Ein Hundeleben“ mit dem „Bungaku-kai shinjin-shō“ (文学界新人賞) und 1976 für „Unterwassergarten“ mit dem Mainichi-Kulturpreis ausgezeichnet.